# Derambila alucitaria
Derambila alucitaria is een vlinder uit de familie spanners (Geometridae). De wetenschappelijke naam van deze soort is voor het eerst geldig gepubliceerd in 1873 door Snellen.
De soort komt voor in tropisch Afrika.